# Yokthai Sithoar
Yokthai Sithoar, de son vrai nom Manit Klinmee, est un boxeur thaïlandais né le 25 décembre 1974 à Chonburi.

## Carrière
Passé professionnel en 1994, il devient champion du monde des poids super-mouches WBA le 24 août 1996 après sa victoire par arrêt de l'arbitre au 8e round contre Alimi Goitia. Sithoar conserve sa ceinture contre Jack Siahaya, Aquiles Guzman, Satoshi Iida et Jesus Rojas avant de perdre contre Iida lors du combat revanche organisé le 23 décembre 1997. Il met un terme à sa carrière en 2004 sur un bilan de 28 victoires, 6 défaites et 3 matchs nuls.

## Référence
1. ↑  (en) Alimi Goitia vs. Yokthai Sithoar (boxrec.com)